# 隆起と沈降

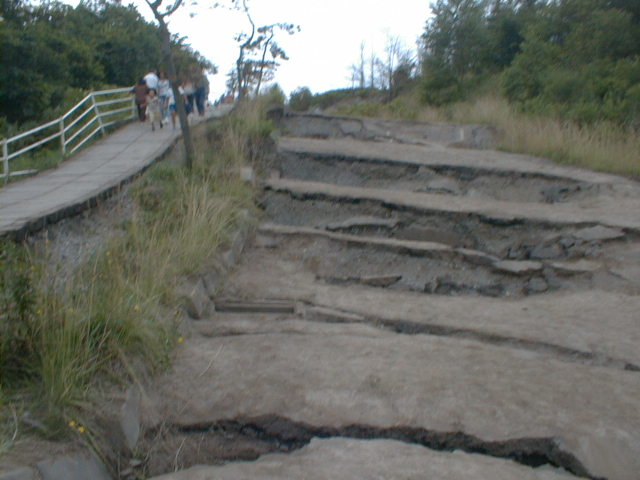
2000年の有珠山の噴火活動で隆起した虻田町道泉公園線（2001年8月撮影）

隆起（りゅうき、uplift）と沈降（ちんこう、subsidence）は地理学や地質学において対となって用いられる用語で、隆起とは地面が海面に対して高度を増すこと、沈降とは地面が海面に対して高度を減ずることである。地殻変動、火山活動などによって地盤が絶対的に上昇・下降して起こる場合と、海面の下降・上昇によって相対的に地面の高度が変化する場合がある。
沈降によって海岸線が前進し海が陸に侵入することを海進（かいしん、transgression）または沈水（ちんすい、submergence）、隆起によって海岸線が後退し海面下の地面が陸上に表れることを海退（かいたい、regression）または離水（りすい、emergence）という。
また、氷期には世界的に海退し、間氷期には海進するが、こちらは気候変動による隆起と沈降である。

## 隆起
隆起により山、山脈が形成されることを造山運動と呼ぶ。ヒマラヤ山脈、丹沢山地がその例である。隆起が起こると侵食基準面が相対的に下降し、侵食力が復活する。

### 後氷期地殻隆起
後氷期地殻隆起とは、氷河の後退が原因となって起きる地殻隆起を指す。

## 沈降
沈降によっては、リアス式海岸のような地形が生まれ、三重県の志摩半島などで見ることができる。

## 災害

### 粟島
新潟県にある粟島では1964年（昭和39年）の新潟地震の際に、島全体が1mも隆起したことが報告されている。また1974年（昭和49年）3月22日に「海底地すべり」災害が起きて、内浦集落の海岸が一晩のうちに大きく沈降し、多くの住居と完成したばかりの鉄筋コンクリートの村役場が海に飲み込まれた。

### 能登半島

能登半島地震により隆起した輪島市門前町黒島町周辺の海岸の2024年と2010年の比較。

2024年（令和6年）1月1日、能登半島を震源とする令和6年能登半島地震の発生により、石川県輪島市などで約15kmにわたって地面の隆起が起きた。産業技術総合研究所地質調査総合センターは同月8日に行った現地調査で鹿磯漁港（輪島市）の防潮堤が4m近く隆起していることが確認されたことを発表している。